# Вісенте Алейксандре
Вісенте Алейксандре-і-Мерло (ісп. Vicente Pablo Marcelino Cirilo Aleixandre y Merlo; 26 квітня, 1898 — 14 грудня, 1984) — іспанський поет, представник «покоління 1927». Лауреат Нобелівської премії з літератури за 1977 рік, присудженої «за видатну поетичну творчість, що відбиває становище людини в космосі й сучасному суспільстві та водночас є величним свідченням відродження традицій іспанської поезії в період між світовими війнами».

## Біографія
Вісенте Алейксандре народився в місті Севілья в родині інженера-будівельника андалуської залізниці, та дочки військового суперінтенданта. Був найстаршою дитиною в родині. Старша сестра померла в ранньому віці, молодша, Кончіта, народилася у 1899 році.
1900 року родина переїхала до Малаги, тут проходить дитинство поета. 1909 року родина переїхала до Мадрида. Алейксандре навчався в коледжі. А в 1914 році вступив на юридичний факультет Мадридського університету. Окрім юридичних дисциплін також відвідував семінари з іспанської літератури. У 1920 році закінчив університет за спеціальністю «торгове право». Викладав у Мадридській школі торгового підприємництва, служив у відомстві андалуських залізниць, друкував економічні замітки в столичному «Фінансовому тижневику». У Севільському журналі «Греція» з'являється (ще під псевдонімом) перший вірш Алейксандре. Зі студентських часів Вісенте пише вірші, проте довго нікому їх не показує.
1922 року він захворів інфекційним артритом, а в 1925 році в нього виявили туберкульоз нирок, розвивається нефрит, він довгі місяці прикутий до ліжка. Алейксандре за станом здоров'я залишає службу в залізничній компанії і оселяється в сільському будинку батька в селищі Мірафлорес на північ від Мадрида, де протягом двох наступних років цілком поринає в літературну діяльність. Довідавшись, що Вісенте пише, друзі порадили йому показати свої літературні проби в журналі «Ревіста де Оксіденте» («Revista de Occidente»), де і були вперше надруковані вірші, підписані його іменем (1926).
1927 року Алейксандре знайомиться з Федеріко Гарсіа Лорка. Цього ж року відзначалася трьохсотлітня річниця з дня смерті великого іспанського поета Луїса де Гонгора-і-Арготе. Група молодих письменників-сюрреалістів, до яких приєднався Вісенте Алейксандре, й куди входили також Хорхе Гільєн, Дамас Алонсо, Рафаель Альберті, Луїс Сернуда, Федеріко Гарсіа Лорка й інші, оголосили себе послідовниками Гонгори і стали називатися «поколінням 1927».
1928 року виходить його перша книга віршів «Округа». У цей час Алейксандре зацікавився роботами Зигмунда Фрейда, які використовує для тлумачення випробуваних ним під час хвороби патологічних візій. Вплив сюрреалізму й фрейдизму простежується у збірці «Пристрасті землі» ("Pasión de la tierra). У 1933 році отримав Національну премію з літератури за збірку еротичних віршів «Руйнування або любов» («La destrucción o el amor», 1933).
1935 року в Мехіко публікується збірка поетичної прози «Земна пристрасть» («тут прихована вся моя пізніша поезія», писав Алейксандре). Виходить книга лірики «Загибель або любов»; обидві книги позначені сильним впливом сюрреалізму.
Коли в 1936 році в Іспанії вибухнула громадянська війна, для багатьох з «покоління 1927» настали скрутні часи. Більшість членів групи залишили країну; Гарсіа Лорка був страчений франкістами. Написані в манері народних романсів вірші Алейксандре «Безіменний ополченець» та «Розстріляв» стають фронтовими листівками. На смерть Лорки Алейксандре він відгукнувся елегією «Поховання». Через хворобу Вісенте Алейксандре змушений був залишитися в Іспанії, хоча його будинок, що знаходився поблизу району бойових дій під Мадридом, наприкінці війни був знищений. Правда, після смерті батька в 1940 році А. з сестрою вдалося будинок відновити. Після перемоги франкістів поет надовго припиняє друкуватися, оскільки в цей час його творчість була заборонена. Проте Алейксандре продовжував писати.
У 1944 році таки виходить нова збірка віршів «Тінь раю». 1950 року з'являється збірка «Наодинці зі світом». Цього ж року Алейксандре обрано членом Іспанської королівської академії, і він виголошує промову «Життя поета: любов і поезія». Мадридський журнал «Інсула» присвячує поетові спеціальний номер. У 1968 році з'являється книга «Вірші завершення», яка одержала Премію іспанської критики, а також збірка есеїв письменників і літературних критиків світу «На честь Вісенте Алейксандре». Цього ж року виходить і перше «Повне зібрання творів» Алейксандре (в одному томі).
У 1974 році ще раз одержує Премію іспанської критики за збірку віршів-діалогів «Бесіди про пізнання». У 1977 році Вісенте Алейксандре присуджено Нобелівську премію з літератури. «Він ніколи не підкорявся режимові Франко, — сказав при врученні премії Карл Рагнар Гирово, представник Шведської академії, — він ішов своїм власним шляхом; його творчість витончена і крихка, але незламна, вона — невичерпне джерело духовного життя Іспанії». Через хворобу Вісенте не зміг особисто бути присутнім на церемонії вручення премії і був представлений своїм другом Хусто Хорхе Падроном, молодим іспанським поетом і перекладачем творів Алейксандре на шведську мову. Цього ж року виходить і друге «Повне зібрання творів» поета. Після вручення Нобелівської премії король Іспанії Хуан Карлос I нагородив Вісенте Алейксандре Великим хрестом Карла III.
Помер у Мадриді 14 грудня 1984 року.

## Особисте життя
Бісексуальність Вісенте Алейксандре була добре відома його колу друзів, але він ніколи не визнавав цього публічно. У нього були тривалі любовні стосунки з поетом Карлосом Бусоньо.

## Твори
- Округа Ámbito, Málaga (6. º Suplemento de Litoral), 1928.
- Шпаги наче губи Espadas como labios, M., Espasa-Calpe, 1932.
- Руйнування або любов La destrucción o el amor, M., Signo, 1935 (Національна премія з літератури — Premio Nacional de Literatura 1933).
- Земна пристрасть Pasión de la tierra, México, Fábula, 1935 (2 ª розширене видання -Madrid-Adonais-1946).
- Тінь раю (Sombra del Paraíso), M., Adán, 1944.
- На смерть Міґеля Ернандеса En la muerte de Miguel Hernández, Zaragoza, Cuaderno de las Horas Situadas, 1948.
- Наодинці зі світом Mundo a solas, M., Clan, 1950.
- Райські вірші Poemas paradisiacos, Málaga, El Arroyo de los Ángeles, 1952.
- Останнє народження Nacimiento último, M., Ínsula, 1953.
- Історія серця Historia del corazón, M., Espasa-Calpe, 1954.
- Райське містоCiudad del Paraíso, Málaga, Dardo, 1960.
- Повне зібрання творів Poesías completas, M., Aguilar, 1960.
- Під владою суєти En un vasto dominio, M., Revista de Occidente, 1962 (Premio de la Crítica).
- Іменні портрети Retratos con nombre, B., Col. El Bardo, 1965.
- Повне зібрання творів Obras completas, M., Aguilar, 1968 (2 º edición aumentada 1977).
- Вірші про кінець Poemas de la consumación, B., Plaza y Janés, 1968 (Премія критики — Premio de la Crítica).
- Поезія сюрреалізму Poesía surrealista. Antología, B., Barral, 1971.
- Відгомін війни Sonido de la guerra, Valencia, Hontanar, 1971.
- Діалоги про пізнання Diálogos del conocimiento, B., Plaza y Janés, 1974.
- Три поеми Tres poemas seudónimos, Málaga, Col. Juan de Yepes, 1984.
- Різні нові вірші Nuevos poemas varios, B., Plaza y Janés, 1987.
- Серед великої ночі. Останні поезії En gran noche. Últimos poemas, B., Seix Barral, 1991.
- Альбом. Ранні поезії Álbum. Versos de juventud(con Dámaso Alonso y otros), B., Tusquets, 1993 (Edic. de Alejandro Duque Amusco y María-Jesús Velo).
- Повне зібрання віршів Poesías completas, M., Visor / Comunidad de Madrid / Ayuntamiento de Málaga, 2001 (Edic. de Alejandro Duque Amusco).
- Повне зібрання прози Prosas completas, M., Visor / Comunidad de Madrid / Ayuntamiento de Málaga, 2002 (Edic. de Alejandro Duque Amusco).
- Листування Хаїме Сілес Cartas a Jaime Siles (1969—1984), Málaga, Diputación Provincial de Málaga; Centro Cultural Generación del 27, 2006.

## Українські переклади
Українською мовою окремі вірші Алейксандре-і-Мерло переклали Михайло Литвинець, Олександр Мокровольський та Ігор Качуровський.
- Вісенте Алейксандре, Вірші //Поклик. — К., 1984;
- Вісенте Алейксандре, Тобі, Живій // Всесвіт. — 1993. — № 2;
- Вісенте Алейксандре. Вірші в журналі «Кур'єр Кривбасу». — Кривий Ріг, 2008. — с. 354—363.